# Altair (Schiff, 1974)
Die Altair war ein von der Umweltschutz-NPO Greenpeace im Jahre 1995 gecharterter ehemaliger Lotsenkutter der niederländischen Lotsenorganisation Netherlands Loodswezen. Sie hatte während ihrer Dienstzeit bei Greenpeace zwei aufsehenerregende Einsätze in der Nordsee und im Mittelmeer.

## Greenpeace-Aktionen

### Brent Spar
Da Greenpeace im Frühjahr 1995 dringend ein weiteres Schiff für den Einsatz in der Nordsee benötigte, wurde die Altair für die Sommermonate gechartert. Sie war nach ihrer Ausmusterung als Lotsenboot zu einer Privatyacht umgebaut worden. Nach entsprechender Ausstattung und mit dem Regenbogen-Anstrich von Greenpeace fuhr die Altair in das Seegebiet zwischen Norwegen und den Shetlandinseln. Am 30. Mai 1995 besetzten vier Aktivisten von Greenpeace von der Altair aus die dort verankerte Tank- und Verladeplattform Brent Spar des Ölkonzerns Royal Dutch Shell, um Shell daran zu hindern, die durch die Inbetriebnahme von Pipelines überflüssig gewordene Plattform im Atlantik zu versenken, statt sie an Land zu entsorgen, was Greenpeace für umweltfreundlicher hielt. Die Besetzung fand ein großes Echo in den Medien, vor allem in den Niederlanden, Dänemark und Deutschland. Nach einem langen Medienkrieg beschloss Shell am 20. Juni 1995, die Plattform – die bereits von Schleppern in Richtung ihres vorgesehenen Versenkungsorts im Nordatlantik geschleppt wurde – doch an Land zu entsorgen. Am 7. Juli erhielt Shell die Genehmigung der norwegischen Regierung, die Plattform bis zu ihrer endgültigen Entsorgung und Verschrottung im Erfjord, einem Seitenarm des Boknafjords bei Stavanger, einzumotten. Die Altair, die den Schleppzug schon bisher begleitet hatte, folgte der Brent Spar nach Norwegen und fuhr dann ins Mittelmeer.

### Brindisi
Im Mittelmeer sollte das Schiff auf einer Tour durch verschiedene Häfen gegen die Atomwaffentests der Volksrepublik China und Frankreichs im Pazifik sowie gegen andere umweltschädigende Praktiken medienwirksame Protestaktionen durchführen. Die Tour begann am 4. August in Barcelona und sollte bis Mitte November auch die Türkei, Israel, Zypern, den Libanon, Griechenland, Italien, Tunesien, Malta und Frankreich berühren.
Am 25. Oktober 1995 fuhr die Altair zusammen mit vier Schlauchbooten in den Hafen von Brindisi in Süditalien ein, wo sie die französische Fregatte Dupleix am Auslaufen hindern wollten. Während ein Teil der Greenpeace-Leute die Parole „Stop Nuclear Tests“ an die Bordwand der Dupleix sprühte, versuchten die Altair und die Schlauchboote, der Fregatte den Weg abzuschneiden. Daraufhin ließ deren Kapitän die Schlauchboote und die Besatzung der Altair mit Feuerlösch-Wasserkanonen unter Beschuss nehmen. Durch gezielte Wasserkanonaden in den Schornstein der Altair sollte gleichzeitig deren Maschinenraum geflutet und ihre Maschine außer Betrieb gesetzt werden. Ein Enterkommando der Dupleix ging an Bord der Altair, wo es die Scheiben der Kommandobrücke mit Äxten zerschlug und die Brückenbesatzung durch den Einsatz von Tränengas zur Flucht vom Schiff zwang. Anschließend legte das Kommando die Maschine der Altair in Rückwärtsfahrt und verließ dann das nun führerlose Schiff, das daraufhin an der Pier entlang schrammte. Dabei wurde ein meterlanges Loch in die Bordwand gerissen. Einem Schiffsingenieur der Altair gelang es schließlich, die Maschine zu stoppen.
Der Zwischenfall erregte erhebliches Aufsehen in Italien, hatte ein gerichtliches Nachspiel in Italien, und führte zu diplomatischen Verwicklungen zwischen Italien, Frankreich und den Niederlanden (unter deren Flagge das Schiff fuhr). Das italienische Außenministerium bestellte schon am gleichen Abend den französischen Chargé d’affaires zur Erklärung des „unerfreulichen Vorfalls“. Auch das italienische, das deutsche und das Europäische Parlament befassten sich mit dem Vorfall.

## Rückgabe
Im Herbst 1995, nach Ablauf der Charter, wurde das Schiff seinem Besitzer zurückgegeben.